# Sune Wahlberg
Sune Valberg, född 22 december 1915 i Säbrå församling, Västernorrlands län, död 25 april 1992 i Umeå stadsförsamling, Västerbottens län, var en svensk tecknare och grafiker.
Han var son till Jonas Botolf Wahlberg och hans hustru Agnes. Wahlberg var huvudsakligen autodidakt som konstnär men fick en viss handledning av Helge Linden i Umeå och influenser under studieresor till bland annat Nederländerna, Belgien och Frankrike. Han sysslade i början huvudsakligen med oljemåleri men gick så småningom över till papperscollage, teckning och grafik. Han debuterade i talangutställningen Yngre Västerbottenskonstnärer som visades i Umeå 1952 och har därefter medverkat i ett flertal samlingsutställningar. Han deltog i Bergslagens konstförenings utställningar i Avesta, Sandviken, Kolsva och Finland. Han var representerad i utställningarna Norrland i konsten och Norrlänningar som visades i Östersund på 1960-talet. Hans konst består av collage i papper, teckningar och grafik med realistiskt återgivna motiv. Wahlberg är representerad vid Västerbottens museum och Västerbottens läns landsting.